# Polán
Polán è un comune e una cittadina spagnola della provincia di Toledo, nella comunità autonoma di Castilla-La Mancha. Il territorio comunale conta una popolazione di 3 884 abitanti (INE 2023).